# Štip
Štip (in macedone Штип?) è un comune ubicato nella parte centro-orientale della Repubblica di Macedonia. La sede comunale è nella località omonima.
È il principale centro della Macedonia orientale nonché il polo di riferimento dell'industria tessile macedone. È sede dell'unica università pubblica dell'est del paese, l'Università "Goce Delčev".

## Geografia
Štip sorge nella Macedonia orientale, presso la confluenza del torrente Otinja, che attraversa tutta la città, nel fiume Bregalnica. Sorge ai piedi del colle Isar, sul quale si stagliano i resti di una fortezza.
Il comune confina con Radoviš e Karbinci ad est, con Probištip e Sveti Nikole a nord, con Lozovo e Gradsko ad ovest e con Negotino e Konče a sud.

## Storia

### Epoca antica
Nota anticamente come Astibos, probabilmente era la capitale della casa reale dei Peoni, popolo indoeuropeo stanziato nel bacino fertile del fiume Axius (oggi Vardar) intorno al V-IV sec. a. C. Le due tribù che vivevano lungo il fiume Astibo, un affluente dell'Axius (probabilmente l'odierno Bregalnica), erano i Derrones (da Darron, dio della guarigione) e i Laeaeans (che coniavano monete come segno della loro sovranità seguendo l'esempio delle città-stato greche della Penisola Calcidica). Anche se queste tribù sono stati fortemente indebolite dalla invasione persiana del 480 a.C., rimasero un popolo ben organizzato e formidabile finché non furono assorbiti nel regno macedone da Alessandro I di Macedonia prima 360 a.C.
La prima menzione di un insediamento risale al regno dell'imperatore romano Tiberio (14-37 d.C.), quando Estipeon è menzionato come un importante insediamento nella provincia romana della Peonia e la seconda tappa sulla strada romana da Stobi a Pautalia.

### Medioevo
Nel VI sec. gli Slavi invasero i Balcani e distrutto l'insediamento bizantino: la tribù slava di Sagudats si stabilirono definitivamente nell'area. Nel IX sec. Cirillo e Metodio attraversarono la regione e la cristianizzarono durante il loro viaggio verso la Grande Moravia. 
Inoltre Štip entrò a far parte dell'impero bulgaro ma dopo una guerra tra bulgari e bizantini passò a questi ultimi fino al ristabilimento dell'impero bulgaro nel 1185. Dalla metà del XIII secolo la città passò di mano diverse volte. Nel 1284 il re serbo Stefano Milutin conquistò la regione: città Štip esplicitamente nel 1308 e non volle cederla ai Bizantini. Nel 1334 la chiesa del Santo Arcangelo in Štip, costruita dal protosebastos Hrelja che governava la regione sotto la corona serba, fu secondo il suo desiderio concesso (metochion) a Hilandar, secondo un documento del re Stefan Dušan. 
La regione fu annessa dall'Impero ottomano nel 1385 e da allora fu conosciuta come İştip e divenne sede di un sangiaccato.

### Epoca moderna
Ci sono poche informazioni circa lo sviluppo di Štip durante il dominio ottomano. Per un breve periodo la città fu liberata dagli austriaci (1689-1690). Nel XIX secolo Štip faceva parte del vilayet del Kosovo.

### Epoca contemporanea
Nel 1912, all'inizio delle guerre balcaniche Štip fu occupata con la zona circostante dalla Bulgaria. Ma nel 1913, a seguito della sconfitta bulgara ad opera dei suoi ex alleati Serbia e Grecia, fu annessa al Regno di Serbia. Fu nuovamente occupata dalla Bulgaria durante la prima guerra mondiale (1915-18) ed entrò poi a far parte del Regno dei Serbi, dei Croati e degli Sloveni. 
Dal 1929 al 1941 Štip fece parte della Banovina del Vardar del Regno di Jugoslavia. Il 6 aprile 1941, quando la Jugoslavia fu attaccata dalla Germania nazista, la città fu bombardata da aerei tedeschi decollati dalla Bulgaria. Durante la Seconda Guerra Mondiale le forze bulgare alleate dell'Asse occuparono la città fino ai primi del settembre 1944, dopodiché fu presa dalle truppe tedesche. Štip fu riconquistata dall'Esercito di liberazione nazionale e il nuovo alleato bulgaro, ora parte della coalizione anti-Asse, l'8 novembre 1944 (oggi celebrato come 'Festa della Liberazione').

## Monumenti e luoghi d'interesse

### Architetture civili
- Bedesten, antico mercato coperto ottomano;

### Architetture religiose
- Chiesa di San Michele
- Moschea di Husameddin Pascià, del XVI secolo;

## Società

### Evoluzione demografica
Secondo il censimento nazionale del 2002 questo municipio ha 47.796 abitanti, in aumento dal dato del censimento del 1996 di 46.372 abitanti, per lo più dislocati nel capoluogo Štip, che conta circa 40.000 abitanti. I principali gruppi etnici includono:
- Macedoni = 41,670
- Rom = 2.195
- Valacchi = 2.074
- Turchi = 1.272

## Località
Il comune è formato dall'insieme delle seguenti località:
- Baltalija
- Brest
- Vrsakovo
- Goračino
- Dobrošani
- Dolani
- Edeklerci
- Jamularci
- Kalapetrovci
- Koešvo
- Krivi Dol
- Lakavica
- Leskovica
- Lipov Dol
- Ljuboten
- Nikoman
- Novo Selo
- Penuš
- Piperovo
- Počivalo
- Puhče
- Sarčievo
- Selce
- Skandalci
- Sofilari
- Star Karaorman
- Stepanci
- Suvo Grlo
- Sudikj
- Suševo
- Tanatarci
- Testemelci
- Toplikj
- Tri Češmi
- Hadji-Redjepli
- Hadji-Sejdeli
- Hadji-Hamzali
- Creška
- Čardaklija
- Čiflik
- Šašavarlija
- Šopur
- Štip (sede comunale)

## Istruzione
La città è la sede dell'Università "Goce Delčev" di Štip.

## Monumenti e luoghi d'interesse
A Štip ci sono le rovine di un vecchio castello sulla collina di Isar. 
Nella città e nei suoi dintorni ci sono tre chiese del XIV secolo, costruite nel periodo in cui la città era parte della Serbia medievale. La più antica è la chiesa del monastero di San Michele sulla collina di Isar, costruita nel 1332 dal protosevast Hrelja che lo donò al Chilandar, il monastero serbo a Monte Athos. Sul versante sud di Isar si erge la piccola chiesa di San Giovanni Battista costruita dal nobile Jovan Probištitović nel 1350. Una chiesa con una sola navata dedicata all'Ascensione (Sveti Spas) è stata costruita nel 1369 dal duca Dimitrije. In essa si possono ancora vedere gli affreschi originali del XIV secolo come quelli dalla sua ricostruzione del 1601, opera del maestro Jovan.
Il Bezisten, una massiccia costruzione in pietra usata come un bazar chiuso (ora una galleria d'arte), è un residuo dell'influenza ottomana sulla città. Nelle vecchie parti della città (e in particolare a Novo Selo) si possono ancora trovare alcune case costruite nel vecchio stile macedone. La città vanta anche i poteri curativi del centro termale minerale di Kežovica e le antiche rovine della città di Bargala ai piedi della montagna Plackovica. Nelle vicinanze si trova il fiume Kozjacka e un piccolo villaggio chiamato Kozjak. 

## Arte e cultura
Štip vanta il più grande festival di musica pop in Macedonia, chiamato MakFest: è stato tenuto ogni anno a novembre nel centro culturale "Aco Sopov" per oltre due decenni. Un altro grande evento culturale in Štip è il "L'Estate della Cultura di Štip" (macedone: Штипско Културно Лето): è un festival lungo un mese dal 1º luglio al 1º agosto, tenutosi fin dal 1987. 
La prima rappresentazione dell'opera nella Repubblica di Macedonia è stata allestita in Štip nel 1925

## Sport

### Calcio
La squadra principale della città è il Bregalnica Štip.